# Reyemia chasmanthiflora
Reyemia chasmanthiflora är en flenörtsväxtart som beskrevs av O.M. Hilliard. Reyemia chasmanthiflora ingår i släktet Reyemia och familjen flenörtsväxter. Inga underarter finns listade i Catalogue of Life.